# Théâtre Mogador

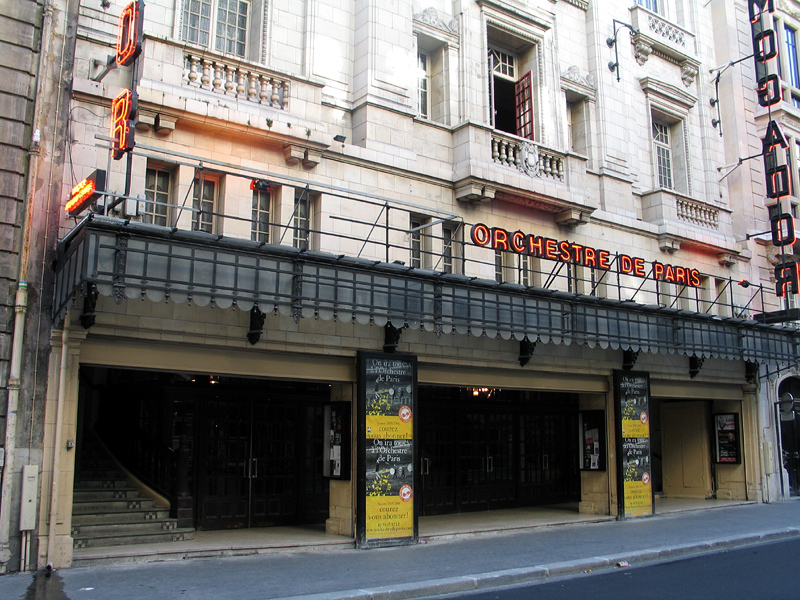
Entrada del teatre

El Teatre Mogador (Théâtre Mogador, en francès) va ser fundat el 1913 i dissenyat per Bertie Crewe. És un teatre de music-hall de París ubicat en el districte 9è. Pot acollir 1.800 espectadors en tres escenaris diferents.
Des de 1920 va esdevenir una sala de varietats i de cinema, i va guanyar fama amb les presentacions dels "Ballets russos"
de Serguei Diàguilev i les presentacions d'operetes en sessions de tarda.